# Reunion Island Challenger 2003
Il Reunion Island Challenger 2003 è stato un torneo di tennis facente parte della categoria ATP Challenger Series nell'ambito dell'ATP Challenger Series 2003. Il torneo si è giocato a Riunione in Francia dal 13 al 19 ottobre 2003 su campi in cemento indoor.

## Vincitori

### Singolare
Peter Wessels ha battuto in finale  Fred Hemmes con il punteggio di 6–0, 6–2

### Doppio
Federico Browne /  Rogier Wassen hanno battuto in finale  Fred Hemmes /  Peter Wessels con il punteggio di 6–1, 6(4)–7, 6–3